# Mireille Lauze
Pour les articles homonymes, voir Lauze.
Mireille Lauze, née le 29 mars 1920 à Aubagne, est une militante communiste et résistante française morte au camp de concentration de Ravensbrück le 8 mars 1945.

## Biographie

### Origine familiale
Les parents de Mireille Lauze étaient des communistes de milieu modeste. Son père, qui tenait un commerce de cordonnerie mécanique, sera un des organisateurs de la Fédération du Parti communiste des Bouches-du-Rhône et son secrétaire général.

### Études
Elle fait ses études à Marseille où elle obtient son diplôme de sténodactylographie.

### Militantisme
Mireille adhère très jeune à l'Union des jeunes filles de France (UJFF), puis au Parti communiste. En 1936, elle milite activement dans le mouvement d'aide aux républicains espagnols.
Jusqu'à la déclaration de guerre du 3 septembre 1939, elle est la secrétaire de Jean Cristofol. Celui-ci ayant été incarcéré en raison de son appartenance au Parti communiste, désormais interdit, elle travaille aux Forges et chantiers de la Méditerranée.

### Résistance
Dès 1940, elle s'engage dans la Résistance contre l'Occupation et le régime de Vichy. Elle rédige et publie des tracts qu'elle fait circuler autour d'elle. Elle travaille également à réorganiser l'UJFF, dissoute en même temps que le PCF, et prend contact avec Pierre Georges (le futur colonel Fabien) qui sous le pseudonyme de Louis se trouve à Marseille pour diriger la Jeunesse Communiste du Sud-Est et créer les bases de l'Organisation spéciale (OS).

### Arrestation, internement et déportation
Le 11 février 1941, elle est arrêtée par la police spéciale de Marseille en même temps que d'autres adolescents, dont son amie Renée Silhol, et incarcérée à la prison des Présentines.
Après neuf mois de détention, elle est condamnée en novembre 1941 par la section spéciale de Marseille à quinze ans de travaux forcés, à la dégradation civique et à vingt-cinq ans d'interdiction de séjour.
Elle est alors transférée à Lyon, puis à Chalons-sur-Marne, avant d'être déportée le 13 mai 1944.

### Décès
Elle meurt de maladie et d'épuisement le 8 mars 1945 à Ravensbrück.

## Hommage
Un boulevard des 10e arrondissement et 11e arrondissement de Marseille porte le nom de Mireille Lauze.

## Décoration
- Médaille de la Résistance française à titre posthume (décret du 3 juin 1960)[3]